# Liste der Monuments historiques in Cély
Die Liste der Monuments historiques in Cély führt die Monuments historiques in der französischen Gemeinde Cély auf.

## Liste der Bauwerke
| Bezeichnung    | Beschreibung | Standort                      | Kennzeichnung | Schutzstatus | Datum | Bild           |
| -------------- | ------------ | ----------------------------- | ------------- | ------------ | ----- | -------------- |
| Mühle Choiseau |              | Route de Fontainebleau (Lage) | PA00086847    | Classé       | 1985  | weitere Bilder |

## Liste der Objekte

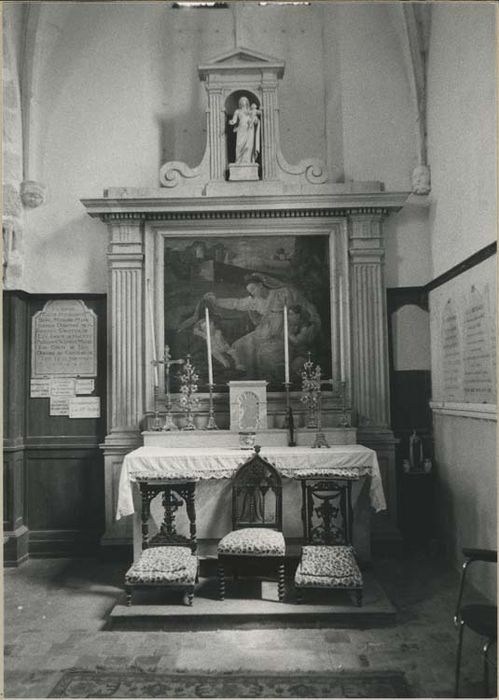
Altar aus dem 19. Jahrhundert in der Kirche St-Étienne

- Monuments historiques (Objekte) in Cély in der Base Palissy des französischen Kultusministeriums